# Tycoon City: New York
Tycoon City: New York ist eine Wirtschaftssimulation, die von Deep Red Games entwickelt und von Atari veröffentlicht wurde. Das Spiel wurde am 21. Februar 2006 exklusiv für Microsoft Windows veröffentlicht. Es ermöglicht den Spielern, ihre eigene virtuelle Version von New York City zu erschaffen und zu verwalten.

## Spielprinzip
In Tycoon City: New York übernimmt der Spieler die Rolle eines Immobilienmagnaten und Stadtbauers. Das Hauptziel des Spiels besteht darin, ein erfolgreiches Geschäftsimperium in New York City aufzubauen. Der Spieler hat die Möglichkeit, verschiedene Arten von Gebäuden, darunter Wohnhäuser, Bürogebäude, Hotels und Restaurants, zu errichten und zu verwalten.
Das Spiel bietet eine detaillierte Karte von New York City, die dem Spieler erlaubt, die verschiedenen Stadtteile wie Manhattan, Brooklyn und Queens zu erkunden und zu entwickeln. Der Spieler kann Grundstücke kaufen, Gebäude bauen, Mieter anwerben, Mietpreise festlegen und Einnahmen generieren. Es ist wichtig, die Bedürfnisse der Bewohner zu berücksichtigen, um die Attraktivität der Immobilien zu steigern und den Gewinn zu maximieren.
Tycoon City: New York enthält auch verschiedene Herausforderungen und Missionen, die es dem Spieler ermöglichen, bestimmte Ziele zu erreichen und Belohnungen freizuschalten. Der Spieler muss strategische Entscheidungen treffen, um erfolgreich zu sein, wie zum Beispiel die Auswahl der richtigen Gebäudetypen, die Anpassung der Mietpreise und die Verbesserung der Infrastruktur der Stadt.

## Entwicklung und Veröffentlichung
Tycoon City: New York wurde von Deep Red Games entwickelt und ursprünglich 2006 von Atari veröffentlicht. Später wurde das Spiel um eine Erweiterung namens Tycoon City: New York - Gold Edition ergänzt. Diese Edition enthält zusätzliche Inhalte wie neue Gebäude, Missionen und Herausforderungen, um das Spielerlebnis zu erweitern.
2013 erwarb der amerikanische Publisher Tommo während des Insolvenzverfahrens Ataris die Rechte an diesem Spiel und veröffentlicht es 2015 digital über seine Marke Retroism.

## Rezeption
Das Spiel wurde positiv aufgenommen und erhielt Lob für seine detaillierte Darstellung von New York City und sein ansprechendes Gameplay. Es wurde jedoch auch kritisiert für technische Probleme und eine gewisse Eintönigkeit im Spielverlauf. Laut Metacritic bekam Tycoon City: New York eine Bewertung von 67/100.